# Hermann von Loga
Hermann von Loga (* 18. November 1859 auf Gut Wichorsee, Landkreis Kulm; † 6. November 1911 ebenda) war ein Gutsbesitzer und preußischer Politiker.

## Leben
Er entstammte einem polnischen Adelsgeschlecht des Wappens „Topacz“, das seit 1788 auf Gut Wichorsee in Westpreußen ansässig war. Er war der Sohn des gleichnamigen Gutsbesitzers und preußischen Landrats Hermann von Loga (1816–1891), Gutsherr auf Wichorsee, und der Valerie, geborene von Döring (1827–1912).
Loga heiratete am 27. Mai 1890 in Kulm Elfriede von Kummer (1870–1945), die Tochter des preußischen Generalleutnants Heinrich von Kummer (1841–1924) und der Marie Kahlbaum. Von den vier Kindern sind die beiden Söhne Viktor (1893–1915) und Hermann von Loga (1895–1914) als preußische Leutnants im Ersten Weltkrieg gefallen, der älteste Sohn Hans-Heinrich (1891–1945) kam gemeinsam mit seiner Mutter, seiner Ehefrau und seinen eigenen Kindern um, als die Rote Armee Wendfeld erreichte. Nur die Tochter Maria von Loga (1898–1946) überlebte ihre Familie, starb aber schon 1946 im 48. Lebensjahr.
Loga war der letzte Gutsherr auf dem Familiengut Wichorsee und Mitglied des Preußischen Herrenhauses.